# Adolf Buehl

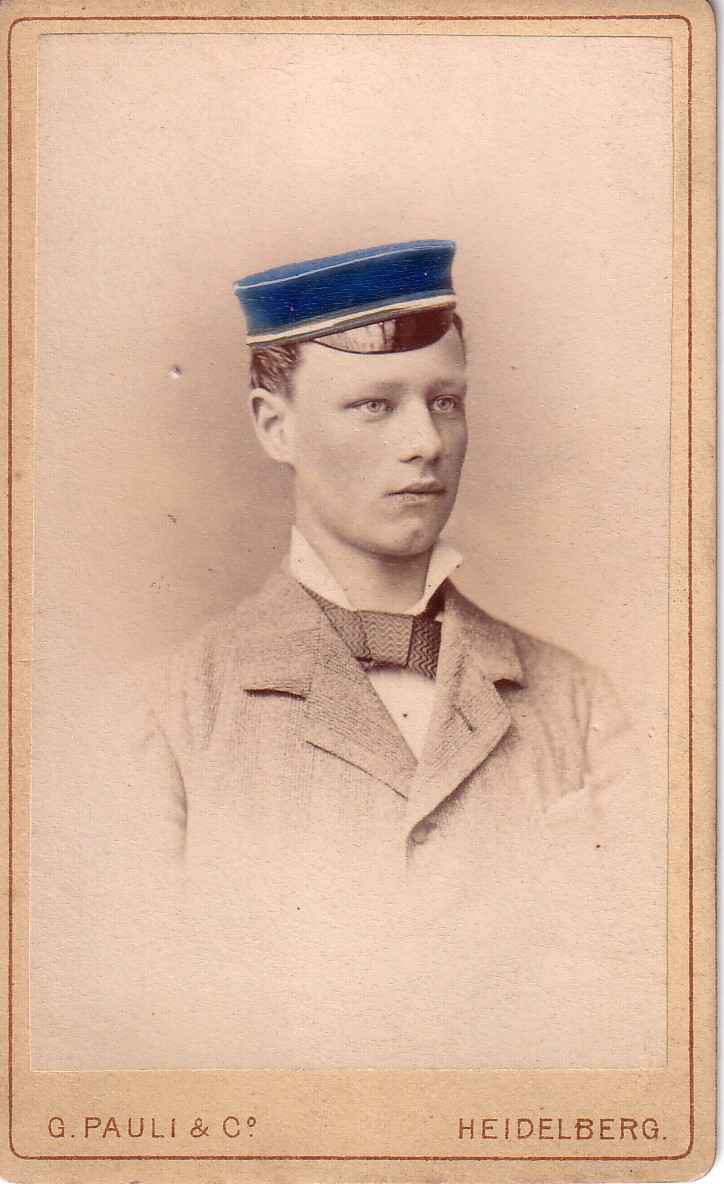
Adolf Buehl als Heidelberger Rhenane, 1878

Wilhelm Adolf Albert Alfred Buehl (* 25. November 1860 in Koblenz; † 25. November 1948 in Hamburg) war ein Hamburger Staatsrat.

## Leben

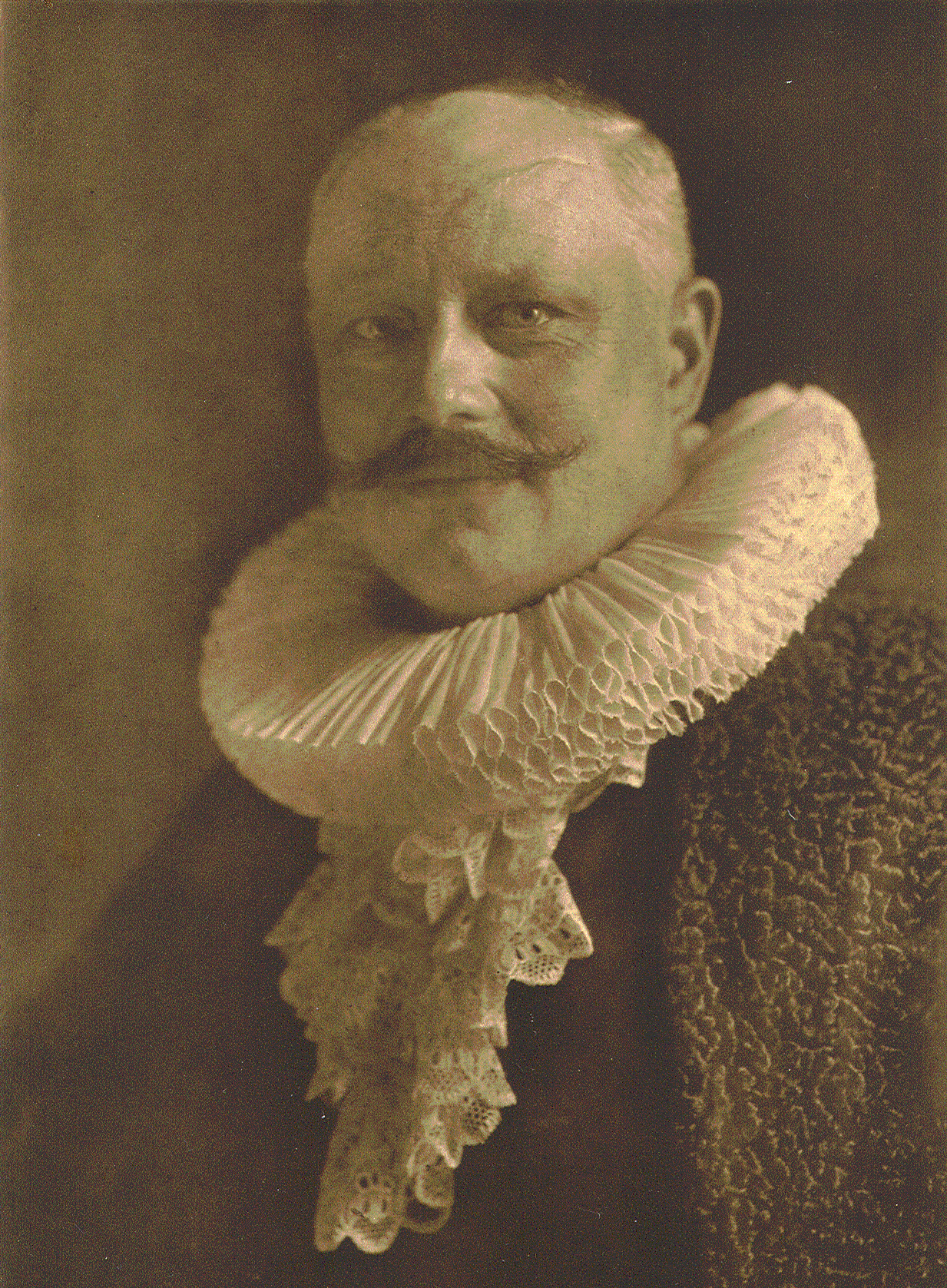
Adolf Buehl, 1905

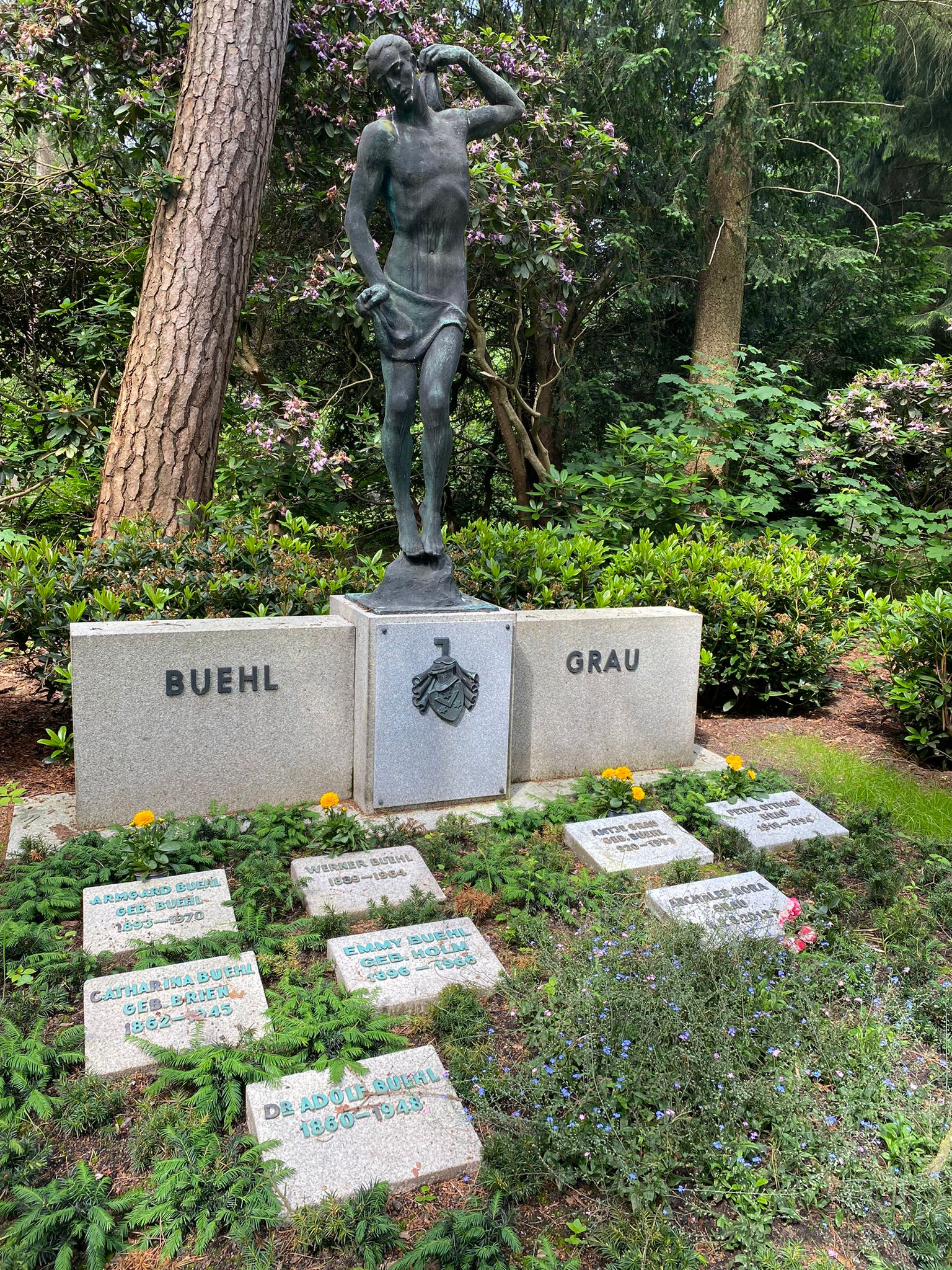
Grabstätte auf dem Friedhof Ohlsdorf

Buehl war ein Sohn des Kaufmanns und Stadtverordneten in Koblenz Adolf Buehl und seiner ebenfalls aus Koblenz stammenden Frau Emilie, geb. Zentner. Er besuchte ab 1868 die evangelische Bürgerschule und das Königlich Preußische Gymnasium in Koblenz, wo er Ostern 1878 mit dem Abitur abging. Zum Sommersemester 1878 schrieb er sich für das Studium der Rechtswissenschaften an der Ruprecht-Karls-Universität Heidelberg ein und wurde dort Mitglied des Corps Rhenania. 1879 wechselte er nach Berlin und leistete dort seinen Dienst als Einjährig-Freiwilliger. Am 25. November 1881 bestand er mit erst 21 Jahren das Referendarexamen in Berlin. Ein Jahr später promovierte er zum Dr. jur. in Heidelberg. Es folgte eine viereinhalbjährige Referendarzeit mit Stationen in Koblenz und Köln. 1886 wurde er mit Bestehen des zweiten Staatsexamens Gerichtsassessor. Seine Laufbahn führte ihn zur Staatsanwaltschaft beim Amtsgericht Lüneburg und beim Landgericht Göttingen.
1890 schied er aus dem preußischen Justizdienst aus und trat in den Dienst der Freien und Hansestadt Hamburg. 1891 wurde er Staatsanwalt beim Landgericht Hamburg. Buehl vertrat dort die Anklage auch in den Prozessen aufgrund der Arbeitskämpfe Ende der neunziger Jahre in Hamburg (→Hamburger Hafenarbeiterstreik 1896/97) und galt bei Sozialdemokraten als einer der schärfsten Staatsanwalte beim hiesigen Landgericht. Da Buehl eine Veränderung wünschte, bewarb er sich auf die nach dem überraschenden Ausscheiden Emil Münsterbergs freigewordene Stelle als Direktor des öffentlichen Armenwesens in Hamburg, die er im April 1897 erhielt. 1905 wurde er als Senatssekretär in den Hamburger Senat berufen und stieg 1907 zum Senatssyndicus auf. 1920 wurde sein Amt in Staatsrat umbenannt. Buehl war während seiner Zeit im Senat vor allem im Bereich Schulwesen zuständig, er war auch zeitweise Vorsitzender der Aufsichtsbehörde für die milden Stiftungen. Buehl war außerdem Erster Vorsitzender des Ausschusses für Kinderkrankheiten und seit 1920 Vorsitzender der „Kommission für Leibesübungen“. Im Mai 1928 trat er in den Ruhestand.

## Familie
1887 heiratete Buehl seine Verlobte Catharina „Kaethe“ Brien (1862–1945), aus der Ehe sind zwei Kinder entsprossen: Sohn Werner (1889–1960) und Tochter Armgard (1893–1970). Enkeltochter Antje, Tochter des Werner, heiratete den Marineoffizier und U-Boot-Kommandanten Peter Ottmar Grau (1914–1994). Das Familiengrab Buehl–Grau befindet sich auf dem Friedhof Ohlsdorf (Planquadrat AC 13, östlich Kapelle 8 nahe Stiller Weg), das Grabmal wurde 1938 vom Südtiroler Bildhauer Hans Plangger geschaffen.

## Werke
- Unsere Strafrechtspflege. In: Preußische Jahrbücher. Band 87, 1897, S. 112–132.
- Aus der alten Ratsstube. Erinnerungen 1905–1918. Hamburg 1973.